# Sân bay Kluang
Sân bay Kluang (ICAO: WMAP) nằm ở Kluang, bang Johor, Malaysia.